# Doris Salcedo

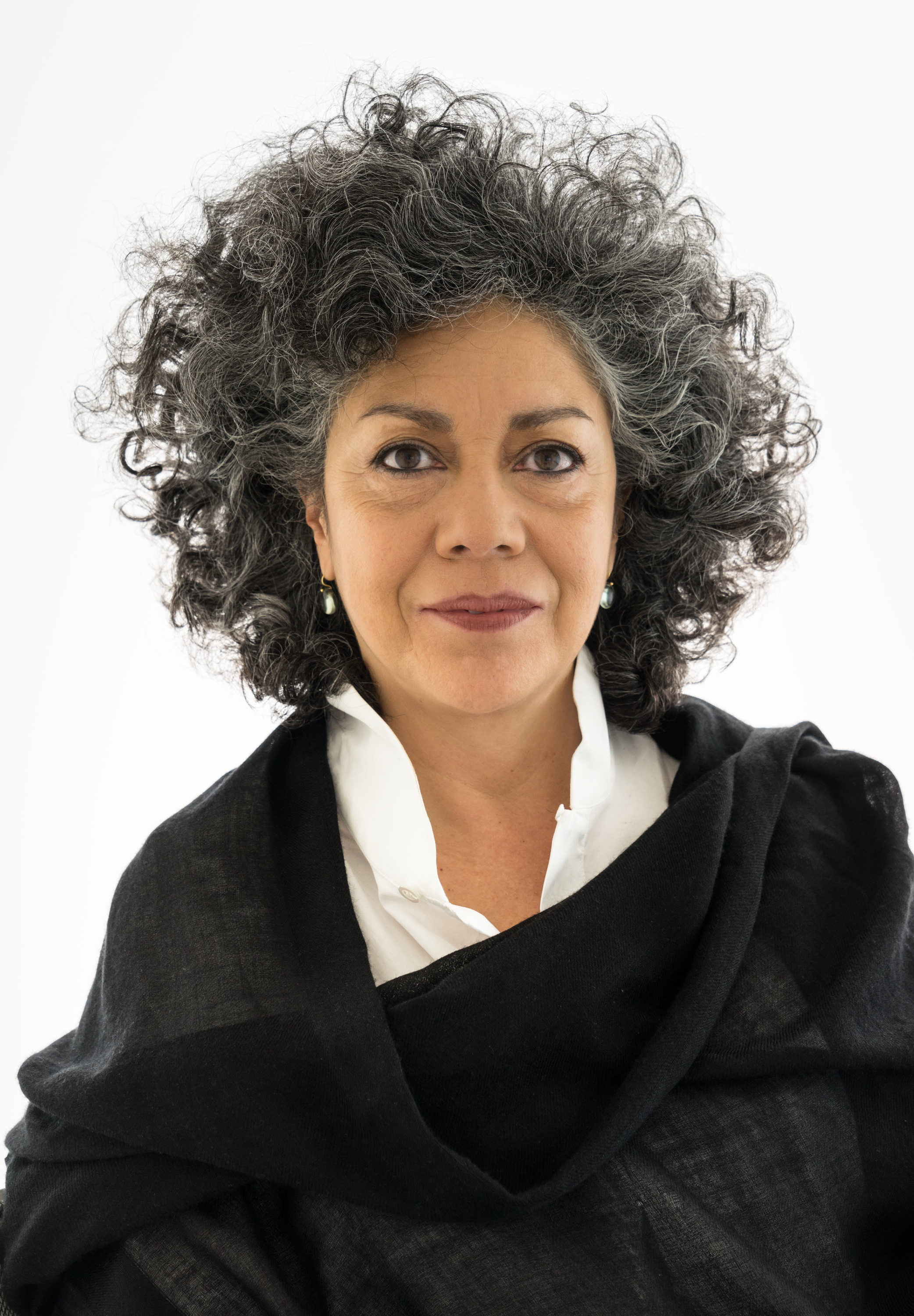
Salcedo em 2015

Doris Salcedo (Bogotá, 1958) é uma artista colombiana de reconhecimento internacional. Ela vive e trabalha em sua cidade natal, Bogotá.
Após concluir o bacharelado em Belas Artes na Universidade de Bogotá, em 1980, viajou para Nova York, onde concluiu seu mestrado na Universidade de Nova York. Em seguida, retornou a Bogotá e tornou-se professora na Universidade Nacional da Colômbia. Em suas instalações são frequentes os objetos cotidianos, como móveis de madeira e peças de vestuário.

A obra de Doris Salcedo parte da memória da violência política. Dá forma à dor, ao trauma e à perda, criando um espaço para o luto individual e coletivo. Esses temas poderiam relacionar-se à sua história pessoal, já que membros de sua família estavam entre os muitos desaparecidos no conflito colombiano, mas restringir a significação de seu trabalho às circunstâncias específicas de seu país seria mero reducionismo. Segundo a própria Doris Salcedo:
"Centrei toda minha obra na violência política. No início de cada trabalho há um testemunho. Então todas as obras, todas as instalações que faço estão relacionadas a isso. Parto sempre de um testemunho real e em cima disso vou construindo algo que já não é tão precisamente sobre essa vítima, mas que leva a uma memória que é algo um pouco mais amplo sobre esse tipo de eventos."
A obra de Doris lida com o vazio insuportável deixado pelo desaparecimento. Nela a presença de objetos frequentemente representam ausências, como no caso de 6 e 7 de novembro (2002), em que cada umas das 280 cadeiras vazias que desciam lentamente a fachada do Palácio de Justiça (a suprema corte colombiana) representava a ausência de alguém que a teria ocupado antes da chacina que resultou da violenta tomada do prédio pelos guerrilheiros do M-19 e da reação do exército e da polícia ao ato.  
Doris Salcedo foi a oitava artista convidada a ocupar a Turbine Hall da Tate Modern, em Londres. Nela, apresentou instalação Shibboleth (2007), uma rachadura de 167 metros de extensão no piso da galeria. Para Salcedo, essa rachadura "representa fronteiras, a experiência dos imigrantes, da segregação, do ódio racial. É a experiência de uma pessoa do terceiro mundo, vindo para o coração da Europa".

## A arte como reparação
Doris Salcedo aborda o esquecimento e a memória em suas instalações. Em obras como Unland: A túnica do órfão (1997), e a série Casa viúva (1990), Salcedo transforma itens corriqueiros, como cadeira e mesa, em memoriais para as vítimas da guerra civil na Colômbia.
Em seu livro Passados presentes: palimpsestos urbanos e políticas da memória, Andreas Huyssen dedica um capítulo a Doris Salcedo e a sua obra Unland: Os Órfãos da Túnica, apresentando seu trabalho como memory sculpture (escultura de memória). Huyssen descreve a peça detalhadamente, uma mesa aparentemente banal que, de perto, "captura a imaginação do espectador em sua presença material inesperada e assombrosa." Um móvel aparentemente cotidiano é, na realidade, composto de duas mesas unidas e coberto com um véu de tecido esbranquiçado, presumivelmente, a túnica do órfão. Um olhar mais detalhado revela centenas de pequenos cabelos humanos, que parecem ser a linha que costura a túnica à mesa. Huyssen compara a estrutura das mesas ao corpo. "Se a túnica é como a pele... então, a mesa ganha a presença metafórica de corpo, não de um órfão individual, mas de uma comunidade órfã."

Durante uma conversa com Carlos Basualdo, Salcedo discute sua própria abordagem para a produção de arte:

"A forma com que uma obra de arte reúne os materiais é incrivelmente poderosa. A escultura é sua materialidade. Trabalho com materiais que já estão carregados de significado, denotações da prática da vida cotidiana... então, eu trabalho até o ponto em que aquilo se torna outra coisa, em que a metamorfose é alcançada."

Em entrevista de 1998 com Charles Merewether, Salcedo retoma essa noção de metamorfose, descrevendo a experiência do espectador com a sua própria reparação ou restauração artística do passado. 

"A contemplação silenciosa de cada espectador permite que a vida vista no trabalho ressurja. A mudança ocorre, como se a experiência da vítima estivesse sendo alcançada... A escultura apresenta a experiência como algo presente - uma realidade que ressoa no silêncio de cada ser humano que lhe dirige o olhar."

Salcedo utiliza objetos do passado, imbuídos de um importante sentido de história e, por meio dessas esculturas da memória contemporâneas, ilustra o fluxo do tempo. Ela une o passado e o presente, promove uma reparação do que vê como incompleto e, aos olhos de Huyssen, apresenta "a memória à beira de um abismo... memória no sentido literal... e memória como processo."

## Instalações
Salcedo utiliza o espaço da galeria ou de lugares públicos para criar arte e ambientes que são politicamente e historicamente carregados. 6 e 7 de novembro (2002) foi realizada 17 anos após a violenta tomada do Palácio de Justiça, em Bogotá, que ocorreu ao longo dos dias 6 e 7 de novembro de 1985. Ao longo de 53 horas (a duração do cerco original), cadeiras de madeira desciam em movimento lento, quase imperceptível, pela fachada do edifício. Foi a criação de "um ato de memória".
Istambul (2003) é uma instalação composta de 1.550 cadeiras empilhadas entre dois altos prédios urbanos. A ideia com esta peça foi criar "uma topografia de guerra." Para Salcedo, ela se destina a "representar a guerra em geral, e não um evento histórico específico". "Ao ver essas 1.550 cadeiras de madeira amontoadas entre os dois prédios no centro de Istambul, lembro-me de valas comuns. De vítimas anônimas. Penso tanto em caos quanto em ausência, dois efeitos de violência do tempo de guerra." Salcedo explica: "o que tento extrair dessas peças é aquele elemento que é comum em todos nós." "E, em uma situação de guerra, todos nós passamos por isso da mesma maneira, seja como vítima ou perpretador. Então, eu não estou narrando uma história em particular. Eu estou apenas me dirigindo a experiências." 

## Exposições
Salcedo expôs em mostras coletivas internacionalmente, incluindo Carnegie Internacional (1995), XXIV Bienal de São Paulo (1998), Trace, Bienal Liberpool de Arte Contemporânea (1999), XI Documenta de Kassel (2002), 8ª Bienal de Istambul (2003), 'NeoHooDoo', PS1 Centro de Arte Contemporânea, Nova York e Menil Collection, Houston (2008), e "The New Décor', Hayward Gallery, Londres (2010). Exposições individuais incluem O New Museum of Contemporary Art, de Nova York (1998), San Francisco Museum of Modern Art (1999 e 2005), Tate Britain, Londres (1999), Camden Arts Centre, em Londres (2001), Tate Modern, Londres (2007), Os anos 80: Uma Topologia (2007), Inhotim, Centro de Arte Contemporânea, Brumadinho, (2008), A partir de abril de 2010 até fevereiro de 2013, o artista de instalação "Plegaria Muda", viajou para os museus por toda a Europa e América do Sul. MUAC, México, Moderna Museet, em Malmö e CAM Gulbenkian, Lisboa (2011); MAXXI Roma e a Pinacoteca de São Paulo (2012), o Museu de Arte Contemporânea de Chicago (2015), e o Solomon R. Guggenheim Museum, Nova York (2015).

## Prêmios
Solomon R. Guggenheim Foundation Grant (1995). The Ordway Prize, from the Penny McCall Foundation (2005). Commission from Tate Modern, London (2007). Velázquez Visual Arts Prize (2010). Hiroshima Art Prize (2014). Inaugural Nasher Prize for sculpture (2015). Prêmio Schock 2017.